# Andreas Bloh
Andreas Bloch (29. jul 1860 — 11. maj 1917) bio je norveški slikar, ilustrator i kostimograf.

## Biografija
Andreas Bloh je rođen na farmi Hellerud u okrugu Akershus u Norveškoj kao sin Jensa Petera Blankenborga Bloha i Ane Juli Margret Šrote.
Bio je na umetničkoj školi Knud Bergslien od 1878. do 1879. Studirao je na Akademiji umetnosti u Diseldorfu (Kunstakademie Dusseldorf) kod Johan Petra Teodor Jansena u periodu od 1880. do 1881. da bi zatim nastavio studije u Belgiji, Parizu i Lajpcigu.
Ostao je poznat prvenstveno po svojim crtežima. Njegove ilustracije su objavljivane u satiričnim časopisima Vikingen, Kridseren i Korsaren, a ilustrovao je i brojne knjige, dizajnirao kostime za Nacionalni teatar. Dizajnirao je postere i pozorišne kostime, kao i grb Lilehamera.
. Godine 1890. je oženio Ingeborg Elise Telefsen (1869—1918).
On je ilustrovao knjige brojnih norveških autora, uključujući radove dečije autorke, Margrete Abel Munt (Aase fiskerpike, 1912), Nordal Rolfsena (Vore fædres liv, 1898), kao i radove avanturiste Henrika Angela (Vor sidste Krig 1807-1814, 1905) i pisca Jakob Bred Bula (Af Norges Frihedssaga, 1899).
Takođe je naslikao i neke istorijske scene, uključujući krunisanje kralja Hokona VII 1906. godine u katedrali Nidaros. Njegovi radovi se nalaze u Nacionalnoj galeriji u Oslu.
Umro je u Kristianiji 1917. godine.

## Galerija
- Emanuel Mon
(1891)
- Ivar Osen
(1886)
- Jakob Breda Bul
 (1905)
- Krunski princ Olav
(1906)

## Spoljašnje veze
Медији везани за чланак Andreas Bloh на Викимедијиној остави